# Loi 3 du football

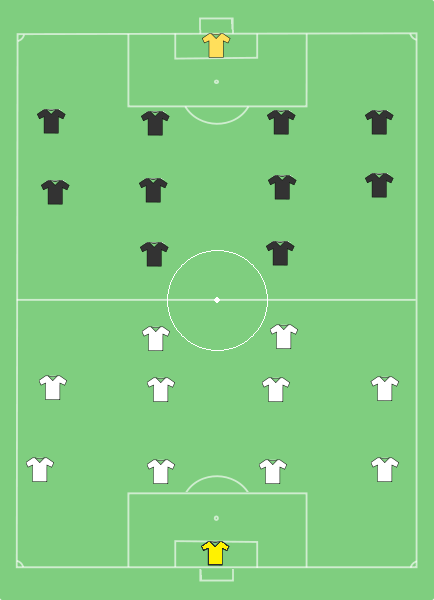
Positionnement de deux équipes de onze joueurs

La loi 3 du football intitulée « joueurs » fait partie des lois du jeu régissant le football, maintenues par l'International Football Association Board (IFAB). 
Le nombre de joueurs par équipe en football est de onze maximum. Depuis le 17 juin 1967, des joueurs peuvent être remplacés sans limitation de motif en compétition officielle. Initialement de un puis de deux, le nombre de changements autorisés est monté à deux plus un gardien (en cas de blessure), puis à trois en 1995. 
Depuis la reprise du football à la suite de la pandémie de Covid-19 ce nombre est porté à 5.
Aucun match ne peut avoir lieu si l'une ou l'autre équipe dispose de moins d'un certain nombre de joueurs (fixé par le règlement de la compétition, et au minimum sept).

## Compétitions officielles
Dans tout match disputé dans le cadre de compétitions officielles de la FIFA ou de compétitions organisées par les confédérations et les associations nationales, il y a onze joueurs maximum, dont un gardien, par équipe. Il est possible de recourir à cinq remplaçants au maximum. À compter de juin 2018 est autorisé un quatrième remplacement si une prolongation est disputée. À compter de juin 2022 sont généralisés les quatrièmes et cinquièmes remplacements (six en cas de prolongation), une mesure "testée" à partir de 2019, pour les compétitions professionnelles.
Un joueur remplacé ne peut plus reprendre part au jeu.
Depuis 2015, les compétitions officielles amateurs organisées par les confédérations et les associations nationales peuvent déroger à ces trois règles : il est possible de modifier le nombre de remplacements (soit 3+1, soit 5+1, soit illimité), le nombre de sessions (trois +1 minimum) et un joueur remplacé peut revenir en jeu. Il s'agit de l'officialisation d'une pratique courante et répandue depuis toujours au niveau des Ligues et District, mais pourtant jamais officiellement admise.
Dans tous les cas, le règlement de la compétition doit préciser le nombre de remplaçants — entre cinq (six en cas de possibilité de prolongation) au minimum (trois chez les amateurs pour la compétition limitant les changements à trois, quatre en cas de possibilité de prolongation) et soit neuf pour les clubs soit douze pour les équipes internationales (quinze pour une compétition internationale)— qu’il est possible de désigner en tant que tels.

### Réforme de 2020
À titre temporaire entre le 8 mai au 31 décembre 2020, en raison de la pandémie de Covid-19, le nombre de remplacements autorisé au cours d'un match officiel est porté de trois à cinq par équipe (six en cas de prolongations). Ces cinq ou six remplacements doivent toutefois avoir lieu au maximum lors de trois arrêts de jeu par équipe (quatre en cas de prolongations). Les remplacements effectués lors d'une mi-temps ou entre la mi-temps et la prolongations ne sont pas comptabilisé pour la limite des trois arrêts de jeu. Le 28 mai 2021, l'International Football Association Board décide de prolonger cette mesure jusque fin 2022 pour toutes les compétitions de haut niveau, et le 25 mars 2022, la règle devient définitive.

## Matchs amicaux
Dans les matchs amicaux entre équipes nationales A, il est possible d'avoir recours à 6 remplacements tout au plus.
Lors de toutes les autres parties amicales, il est possible d’avoir recours à des remplacements sans contraintes particulières pourvu que les deux équipes s’entendent sur le nombre maximum des remplaçants autorisés et que l’arbitre soit informé avant le début de la rencontre.
Si l’arbitre n’a pas été informé ou si aucun accord ne survient avant le début de la rencontre, il ne sera pas possible de procéder à plus de cinq remplacements.

## Remplacements
- Le remplacement s'effectue durant un arrêt de jeu
- Le joueur remplacé peut quitter le terrain n'importe où (même s'il est d'usage qu'il rejoigne le banc)
- le remplaçant ne pénètre sur le terrain de jeu qu’au niveau de la ligne médiane et après la sortie du remplacé.
- la procédure de remplacement s’achève au moment où le remplaçant pénètre sur le terrain de jeu, sans attendre la reprise du jeu. Cet aspect peut avoir de l'importance si le joueur venait à être exclu, pour injure par exemple. Un joueur qui insulterait son entraîneur avant que son coéquipier ait pris sa place est encore considéré comme en jeu. Il serait alors exclu et son remplaçant ne pourrait entrer ; l'équipe devant reprendre le match à dix. Si l'injure a lieu avant la reprise du jeu mais après l'entrée du remplaçant, le joueur est exclu du banc de touche mais l'équipe pourra quand même jouer à onze. En cas de remplacement à la mi-temps ou avant une prolongation, celui est considéré comme achevé au moment où le remplaçant entre sur le terrain.
- le joueur remplacé ne pourra plus prendre part au jeu, sauf chez les amateurs avec l'autorisation de l'organisateur de la compétition.

### Remplacement du gardien de but
Chacun des joueurs de champ peut remplacer le gardien de but pourvu que :
- l’arbitre soit préalablement informé du remplacement envisagé,
- le remplacement s’effectue pendant un arrêt du jeu.
- Si le remplacement du gardien intervient pendant une phase de jeu l'arbitre laissera le jeu se dérouler, mais avertira les deux joueurs au premier arrêt de jeu. Il est entendu que le gardien est toujours le joueur qui porte le maillot différent, et que si ce joueur touche la balle à la main il n'y a pas lieu de le sanctionner. Dans le cas où plusieurs joueurs porteraient le tenue de gardien, il y a lieu de les sanctionner systématiquement.

Remarque : La présence d'un gardien de but est obligatoire. Si un gardien de but est expulsé ou gravement blessé, il doit être immédiatement remplacé. De même, la présence d'un capitaine est obligatoire. Si un capitaine est expulsé, il doit être immédiatement remplacé

## Infractions / Sanctions
Si un joueur qui s'est absenté du terrain revient sur l'aire de jeu sans autorisation de l’arbitre :
- le jeu est arrêté (sous réserve de l'avantage),
- le remplaçant concerné est averti (carton jaune),
- le jeu reprendra par un coup franc indirect accordé à l'équipe adverse, à exécuter depuis l'endroit où se trouvait le ballon au moment de l'interruption si le joueur n'a pas influencé le jeu. Si le joueur a influencé le jeu, le coup franc sera direct (ou pénalty) exécuté au lieu de l'influence. S'il a empêché un but, il sera exclu pour avoir empêché un ballon d'entrer en commettant une faute passible de coup franc direct.
- La même sanction est appliquée si un joueur ayant demandé à sortir intervient dans le jeu avant d'avoir quitté le terrain. Rapport

Si un remplaçant pénètre sur le terrain de jeu sans autorisation de l’arbitre :
- le jeu est arrêté (sous réserve de l'avantage),
- le remplaçant concerné est averti (carton jaune) et doit quitter le terrain de jeu,
- Si le joueur a influencé le jeu (en jouant la balle, en gênant un adversaire…), le jeu reprendra par un coup franc direct ou un pénalty accordé à l'équipe adverse au lieu de l'influence. S'il a empêché un but, il sera exclu pour avoir empêché un ballon d'entrer en commettant une faute passible de coup franc direct.
- Le jeu reprendra par un coup franc indirect accordé à l'équipe adverse, à exécuter depuis l'endroit où se trouvait le ballon au moment de l'interruption si le joueur n'a pas du tout influencé le jeu.
- Si c'est un officiel d'équipe qui entre influence le jeu coup franc direct (comme pour un joueur) mais expulsion automatique (si pas d'influence simple avertissement et coup franc indirect).

Si un joueur remplace le gardien de but sans que l’arbitre en ait été préalablement informé :
- le jeu continue,
- les deux joueurs concernés sont avertis (carton jaune) dès que le ballon aura cessé d’être en jeu
- si le joueur avec le maillot de gardien touche la balle à la main, pas de faute
- si l'arbitre interrompt le jeu balle à terre
- si plusieurs joueurs portent un maillot de gardien en même temps sans qu'il ne soit possible de déterminer qui exerce la fonction, il a lieu de siffler faute si n'importe lequel des deux touche la balle à la main.

### Expulsion de joueurs ou de remplaçants

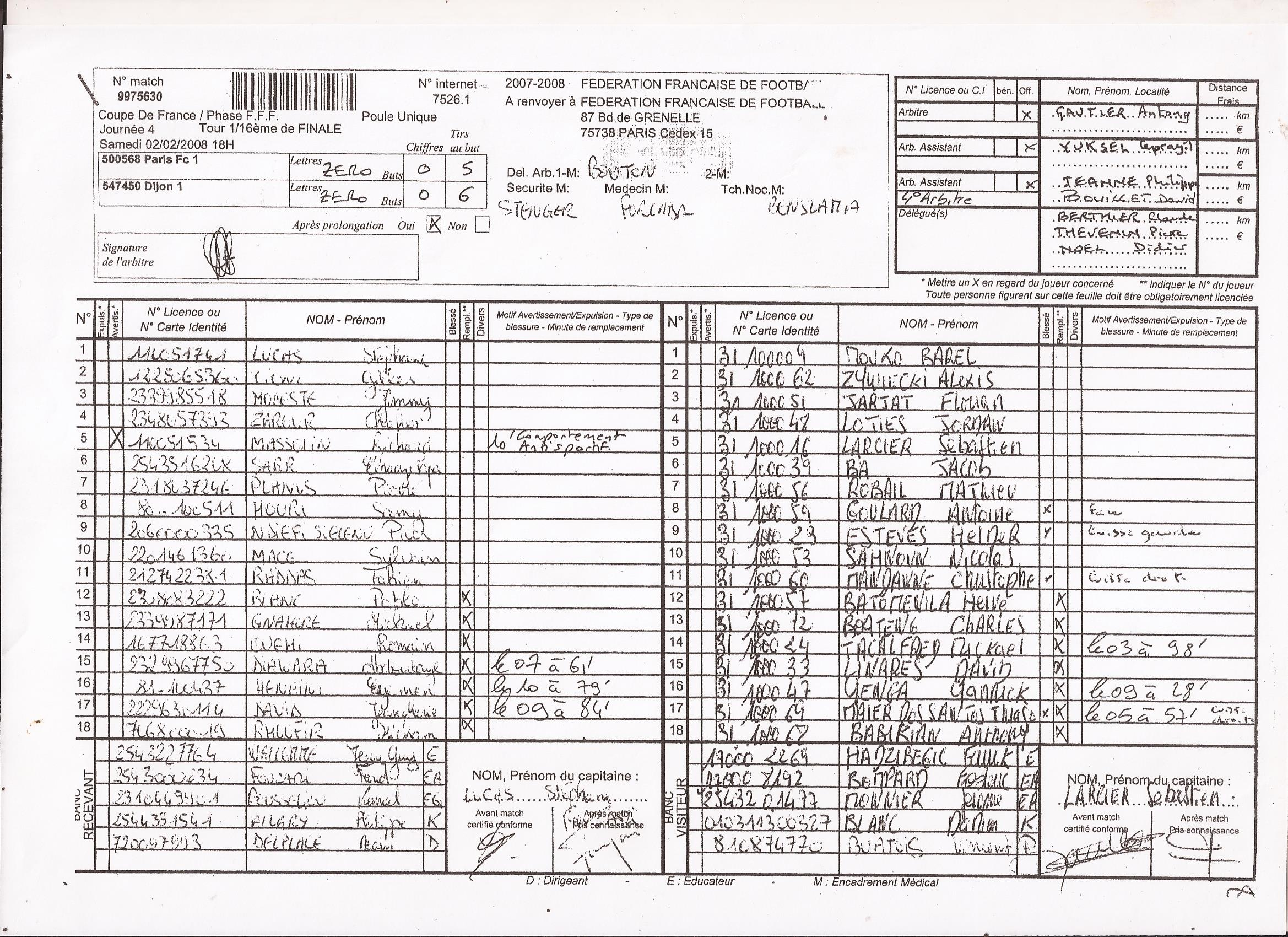
Exemple d'une feuille de match.

L'arbitre possède le pouvoir d'empêcher un joueur de disputer le match dès sa présence au stade.
Une personne (on ne peut alors parler de joueur sans feuille de match) qui commet une faute méritant l'expulsion avant l'établissement des feuilles de matchs sera interdite de participation. L'équipe pourra tout de même inscrire le bon nombre de joueurs sur la feuille de match.
Un joueur qui commet une faute méritant l'expulsion après l'établissement des feuilles de matchs mais avant le coup d'envoi sera expulsé, et son équipe ne pourra modifier la feuille de match. Elle pourra toutefois commencer la partie à onze (s'il était inscrit en titulaire, il peut être indiqué comme remplaçant, sans perdre un remplacement). Ce cas qui peut sembler théorique s'est produit le 2 novembre 2017 lors d'une rencontre de Ligue Europa entre Marseille et Vitória Guimarães alors que Patrice Evra est chambré par ses supporters pendant l’échauffement du match. Il donne un coup de pied à un de ces supporters, ce qui lui vaut de recevoir un carton rouge avant même le coup d’envoi du match.
Un joueur ou remplaçant qui a été expulsé après le coup d’envoi du match ne peut pas être remplacé. S'il était sur le terrain au moment des faits, l'équipe évoluera dans le jeu avec un joueur de moins.
Si un gardien de but est expulsé, un joueur de champ peut le remplacer ou un autre portier à condition qu'un coéquipier sorte du terrain pour lui céder sa place (si l'équipe dispose encore de remplacements).
Notamment si certains joueurs sont en retard, la feuille de match doit indiquer quels joueurs sont titulaires et remplaçants avant le coup d'envoi (exemple : partie débutant avec neuf joueurs. Le capitaine ignore qui va arriver en premier et indique les 10 et 11 comme titulaire. Finalement le 12 arrive en premier : pour le faire rentrer, l'équipe devra faire sortir un joueur, ou empêcher le 10 ou 11 d'entrer, changement qui sera comptabilisé, le joueur "sortant" -celui n'étant pas arrivé au cas présent- ne pouvant plus participer au match).
Un joueur inscrit sur la feuille de match qui a été expulsé doit quitter le terrain et l'aire de jeu. Il reste néanmoins sous l'autorité de l'arbitre, ce qui permet de siffler une faute pour l'équipe adverse s'il venait à en commettre. Dans ce cas rapport. Il peut toutefois intervenir en tant que soigneur.
En France la présence sur le banc est limitée aux remplaçants plus cinq personnes licenciées (généralement un dirigeant, un entraîneur, un entraîneur adjoint, un medecin, et un préparateur physique).
Une équipe doit toujours compter huit joueurs minimum sur le terrain. Le forfait s'appliquent quand ce nombre n'est pas atteint, par retard ou par expulsions.

### Parties débutant avec les mauvais joueurs
Ce fait ne devrait normalement pas se produire, l'arbitre devant s'assurer de l'identité des vingt-deux joueurs débutant la rencontre. Comme le capitaine peut modifier les statuts titulaires/remplaçants jusqu'au coup d'envoi, dans l'hypothèse où ce cas se produit, l'arbitre laissera le jeu se dérouler et mettra en conformité la feuille de match dès que possible. Pas de faute.

### Changements illégaux avec accord de l'arbitre
Exemple : sixième remplacement, quatrième session de remplacement, remplacement d'un joueur que l’arbitre a oublié d'expulser après deux jaunes, retour d'un remplacé sur le terrain, joueur avec identité vérifiée mais non sur la feuille de match… 
Ces faits ne devraient normalement pas arriver, l'arbitre devant tenir avec rigueur les données administratives du match. 
Dans l'hypothèse où ce cas se produit, l'arbitre est autorisé a rétablir les conséquences de l'erreur, y compris si le jeu a repris. Il devra remettre la situation en conformité: en annulant le sixième remplacement (mais le joueur sorti pourra revenir prendre part au jeu), en annulant le changement s'agissant du retour d'un joueur déjà sorti (mais le joueur sorti à sa place peut revenir prendre part au jeu et le changement n'est pas comptabilisé), ou en annulant le changement d'un expulsé et en refoulant son remplaçant (qui pourra rentrer si l'équipe dispose encore de changements), l'équipe devant reprendre le jeu avec un joueur de moins. Dans ce cas tous les faits de match (buts, cartons…) jusqu'au dernier arrêt de jeu restent acquis. L’erreur résultant d'une mauvaise gestion du corps arbitral, la reprise du jeu sera une balle à terre à l'endroit où est situé du ballon, sous réserve d'avantage pour l'équipe adverse, y compris en cas d'influence. Évidemment, en cas de faute du joueur concerné (autre qu'une simple influence), le coup franc ou pénalty qui s'impose sera accordé. Les joueurs ne seront pas avertis. Rapport.

### Joueur avec identité négative
Concernerait un joueur, avec maillot, dont on se rend compte que sa mauvaise identité ne lui permet pas de participer au match. Sur le plan administratif, considérant que le capitaine est responsable de la tenue de son équipe, il convient de refouler le joueur, et d'empêcher le capitaine de procéder à un remplacement : l'équipe en question devra ainsi jouer avec un joueur en moins. Avertissement au capitaine. Bien que sur le plan sportif, une faute ne puisse être sifflé que contre un acteur du jeu, il y a lieu dans ce cas particulier de considérer l’élément extérieur comme un joueur. Coup franc direct à l'endroit où la personne a influé sur le jeu. Rapport.

## Identification des joueurs
| Présentation des licences | Le capitaine signe la feuille de match (Prise de connaissance de la composition de l'équipe) |

| Absence d'une ou plusieurs licences | Sur la feuille de match : - La signature du dirigeant licencié responsable suffit pour autoriser le joueur à participer (selon les Ligues et les Districts) | Présentation d'une pièce d'identité officielle ou non officielle avec photo + Certificat médical d'aptitude (ou copie) |

| Piece d'identité officielle : Permis de conduire, Carte Nationale D'Identité, Passeport, Carte De Séjour | -Inscription des références sur la feuille de match. - Signature du joueur à l'endroit prévu face à son nom. |

En cas de réserve : interdiction de saisir cette pièce
| Pièce d'identité non officielle : Cette pièce doit comporter une photo identifiable | - Inscription des références sur la feuille de match. |

En cas de réserve : saisie obligatoire de la pièce
| L'arbitre retourne la pièce à l'organisme qui gère la compétition concernée ( FFF, Ligue ou District), qui vérifiera la qualification du joueur. Pour les catégories de jeunes, 15ans, 18ans et 16ans Féminines, 18, 16 et 14 ans FFF, la réserve est signée par le dirigeant licencié responsable. |

Si le joueur refuse de se dessaisir de sa pièce, il ne pourra pas jouer
En France, la présence d'un joueur suspendu sur la feuille de match entraîne le perte automatique par forfait (même si le joueur n'est pas amené à jouer).